# تطور دلالي
يرتبط علم التطور الدلالي باللغة، التي هي وسيلة للتواصل وهي مرآه للمجتمع، حيث أن تطور الحياة يؤثر بشكل كبير على تطور اللغة ايضاً. فتطور الدلالة ظاهرة شائعة في كل اللغات التطور الدلالي جزء من علم الدلالة. ففي اللغة الإنجليزية، ظهر هذا التطور عندما جاء شيكسبير وادخل الكثير من المدلولات الجديدة لبعض الألفاظ المستخدمة، وادخل ايضاً بعض الألفاظ الجديدة. إضافة إلى أن الألفاظ التي استعارتها الإنجليزية من اللغة اللاتينية قد أصبحت ذات دلالات مغايرة لما كانت عليه من لغتها الأصلية.
ومن الألفاظ التي تطورت دلالتها في اللغة العربية:
| الكلمة  | الدلالة الحالية (الجديدة) | الدلالة القديمة (الاستعمال القديم) (أصل معنى الكلمة)                                            |
| ------- | ------------------------- | ----------------------------------------------------------------------------------------------- |
| الشنب   | الشارب.                   | ماء، ورقة، عذوبة في الأسنان.                                                                    |
| السفرة  | من حجرة السفرة.           | طعام المسافر.                                                                                   |
| الحريم  | المرأة.                   | هو ما حرم مسه.                                                                                  |
| البغددة | التدلل.                   | كانت تستخدم للرجل عندما نقول "تبغدد الرجل" أى انتسب إلى بغداد، أى انه أصبح متحضر راقي في سلوكه. |

ومن الألفاظ المستعارة من الفارسية، وقد تطورت دلالتها في لهجات الخطاب:
| الكلمة   | الدلالة الحالية (الجديدة) | الدلالة القديمة (الاستعمال القديم) (أصل معنى الكلمة) |
| -------- | ------------------------- | ---------------------------------------------------- |
| طول اليد | السارق.                   | كان وصفا للسخاء والجود والكرم.                       |
| الطهارة  | شاع استخدامها في الختان.  | أى النظافة.                                          |

## عوامل التطور الدلالي
تتطور الدلالة في كثير من الألفاظ على مر السنين، وهذا التطور ذات قسمين:
1. تطور لا شعوري: يتم في كل لغة وكل بيئة.
2. تطور مقصود ومعتمد: يقوم به علماء اللغة لهدف ما.

ويكون لهذا التطور عاملين أساسين:
1. الأستعمال.
2. الحاجة.

### الأستعمال
يتبادل الناس الألفاظ في حياتهم الاجتماعية، ويكون هذا التبادل عن طريق الأذهان والتي تختلف بين بيئة واخرى، وبين أفراد الجيل الواحد نتيجة لاختلاف خبراتهم، مما يؤدي إلى بعض الأنحراف في الدلالة.
ومن أهم عناصر الأستعمال هي:
1. سوء الفهم.
2. بلى الألفاظ.
3. الابتذال.

#### الاستعمال- سوء الفهم
قد يسمع الأنسان للمرة الأولى، فيسئ فهم ويوحي إلى ذهنه دلالة غريبة لا تكاد تمت إلى ما في هن المتكلم بأى صلة، ويبقى اللفظ في ذهنه بتلك الدلالة الجديدة؛ فيبقى اللفظ في ذهنه بتلك الدلالة الجديدة، وليس من الشائع أن تتم هذه الظاهرة بين عدد من الأفراد، كلهم يسيئون فهم الدلالة بطريقة واحدة، مما يؤدي إلى التطور الدلالي. واحيانا يحدث شيئا اثناء الكلام، مثل حركة يد أو غمزة من عين يؤثر في دلالة اللفظ، على الرغم من أن ذلك الحادث لم يكن مقصود أو معتمد، الذي يؤدي إلى ظهور دلالة جديدة.
وليس من الضروري أن تندثر الدلالة الأصلية ولكنها تبقى مع الدلالة الجديدة فيؤدي إلى ظاهرة المشترك اللفظي، الذي يعني أن للفطة الواحدة لها دلالتين مختلفتين لا ارتباط بينهما ولا وجه شبه، مثل:
| الكلمة | الدلالات المختلفة للكلمة التي تؤدي إلى ظاهرة المشترك اللفظي |
| ------ | ----------------------------------------------------------- |
| الليث  | 1. الأسد. 2. العنكبوت.                                      |
| الغروب | 1. وقت الغروب. 2. الدلاء جمع دلو. 3. الوهاد المنخفضة.       |

وسوء الفهم في الحقيقة ما هو إلا نتيجة «القياس الخاطئ»، والتي تلازم كل منا في الحياة، فيلجأ الفرد إلى استنباط الجديد على أساس القديم، معتمداً على نفسه، فيقيس ما لم يعرف على ما عرف من قبل، فيصيب في استنباطه حيناً ويصل إلى الدلالة الصحيحة، ويخطأ حيناً فيستخرج دلالة جديدة قد تصادف الشى وع بين الناس؛ ومن أمثلة القياس الخاطئ:
1. عندما يقول الطفل على «الفرملة»: الوقافة.
2. يظن الطلاب أن «الرأس» و«المستشفى»: مؤنث.

#### الأستعمال- بلى الألفاظ
وهو العنصر الثاني للاستعمال، نراه حين يصيب اللفظ بعض التغيير في الصور، ويصادف بعد ذلك أن يشبه لفظ آخر في صورته، فتختلط الدلالتان ويصبح اللفظ مما يسمى بالمشترك اللفظي. مثل كلمة القماش المألوفة لنا الآن بمعنى النسيج، ولكن عندما نبحث عنها في المعاجم فنجد معناها عند الفيروزبادي في القاموس المحيط: 1) القماش أي أرازل الناس، أو 2) ما وقع على الأرض من فتات، وعند الجوهري في تاج اللغة وصحاح العربية: أي متاع البيت. ويظن بعض الدارسين للألفاظ أن كلمة (قماش) جائت من كلمة فارسيةوهي (كماش) بمعنى (نسيج من قطن خشن)، فبذلك تكون الكلمة العربية الأصيلة قد نطق قافها كافاً لسبب أو لآخر، فأشبهت الكلمة الفارسية، وتغيرت دلالتها إلى الدلالة الفاريبة أي النسيج.
ومثال آخر لبلي الألفاظ هو كلمة (الخيشوم) التي تعني (الأنف)، فتطورت هذه الكلمة في بعض لهجات الكلام حتى أصبحت تعني (الفم)، وذلك لأن اصابها البلي في المعنى.
فكثيراً ما تطور صور الكلمات، ويترتب على ذلك تطور في الدلالة، وقد يصل هذا التطور إلى أن تندثر الكلمة وتفنى من الاستعمال.

#### الأستعمال- الابتذال
هو العنصر الثالث في الاستعمال الذي يصيب بعض الألفاظ في اللغة لاسباب منها: السياسي، والاجتماعي، والعاطفي، والنفسي.
أولاٌ- السبب السياسي :
نتيجة للظروف السياسية، نلاحظ انزواء بعض الألفاظ، وانحط لبعض الألقاب؛ فإنزوت كلمات مثل (باشا- بيه- أفندي)، وانحط قدرها على مر الزمان فصارت كلمة (أفندي) ذات قدر تافه بعد أن كان لها مكان مرموق خلال القرن ال19. وكلمة (الوزير) في اللغة العربية انحط دلالتها حتى أصبحت تعني في اللغة الأسبانية (الشرطي)، وفي اللغة الإيطالية تعني (مساعد عشماوي).
ثانياً- السبب النفسي والعاطفي  :
و من الألفاظ التي تغيرت بسبب الناحية النفسية، الألفاظ التي تتصل ب:
1. القذارة والدنس
2. الموت والأمراض والأشباح
3. الغريزة الجنسية

فتندثر هذه الألفاظ، ويحل محلها لفظ آخر أقل وضوحاُ في الدلالة. فيؤدي إلي ظاهرة التلطف أو التسميل أي euphemism باللغة الأنجليزية فهي استخدام كلمة أو جملة محل أخرى، عندما يعتقد المجتمع أن الأخرى جارحة أو بذيئة، وهذه الألفاظ دائمة التغير في كل عصر.
مثل:
- الألفاظ التي تشير إلى (التبول والتبرز)، مثل: (الكنيف- بيت الراحة- بيت الأدب- المرحاض- الكابنيه وهي كلمة أوروبية الأصل).
- كلمتي (المدة) و (الصديد): فنرى أن كلمة (المدة) قد انزوت من الاستعمال واصبحت الآن مبتزلة وحل محلها كلمة (الصديد)التي تحتفظ بقدر من الاحترام في المجتمع.
- ومن الألفاظ التي تدل على الموت والأشباح والعفاريت، استبدال كلمة (الحمى) بكلمة (المبروكة) أو قد لا يكون لها اسم ويكتفي الناس بالإشارة اليها بالتعبير (اللي ما تتسمى)؛ وايضا كلمة (الموت) تستبدل فيستخدم بدلها (توفى- الذهاب- فاضت روحه- انتهى) وهي ألفاظ أقل اثراً في النفوس. ففي أغلب الوقت تتعرض الألفاظ التي تدل على الموت والأشباح والعفاريت إلى التغيير الدائم والتطور السريع ففي بعض الأوقات يؤدي إلى اندثار الكلمة وفي البعض الآخر يؤدي إلى ندرة الاستعمال.وتقوى هذه الظاهرة في البيئات البدائية حيث يلعب التفاؤل والتشاؤم والتطير دوراً كبيراً في حياة الناس.

ملحوظة: وليس لتفادي الأسماء مقصوراً على شعور الخوف أو الاشمئزاز منها بل يكون للهيبة وشدة الاحترام احيانا مثل: عند اليهود فهم لا ينطقون باسم الرب (يهوفا) ويستخدمون كلمة آخرى تعني السيد (أدناي).
- ومن الألفاظ التي تدل على الغريزة الجنسية: فنجد في كل لغة كلمات مبتذلة وآخرى محترمة، وكلمات مفضوحة وآخرى مكنية كما في القرآن الكريم، الذي كني عن العملية الجنسية بألفاظ هي: (الإفضاء- الملامسة- الحرث- الدخول- الرفث- السر)، ويكن عنها العامة ب (النوم- الجماع).

### الحاجة
حينما يملك المجتمع اللغوي فكرة أو شيئاً يريد أن يتحدث عنها فيمثله بمجموعة من الأصوات في مفردات أو معجم اللغة. وقد يكون هذا التمثيل عن طريق:
1. أقتراض لفظي borrowing words: حينما يؤخذ من مصدر خارجي.
2. صك لفظ جديد coinage: ويستخدم كثيراً بالنسبة للمسميات التجارية التي توضع عادة دون النظر لأصلها واشتقاقتها، وإنما باعتبار سهولة تذكرها وحسن جاذبيتها.

ولا يعد النوعان السابقان من تغير المعنى أو تغير الدلالة.
الحاجة: هو العنصر الثاني في تطور الدلالة، وهو تطور مقصود متعمد، ويتم على يد المتخصصين في اللغة كالشعراء والادباء، كما تقوم به المجامع اللغوية -مثل المجامع اللغوية العربية- حين تعوذ الحاجة اليه.

#### عناصر الحاجة ودوافعها
عنصر التطور الاجتماعي والاقتصادي والسياسي: أن المجتمعات والأمم لا تبقى على حال فمنها من ازدهر ثم تدهور أو فنى، ومنها ما هو حديث النشأة وما هو قديم. فكل تطور في حياة الأمة يترك أثرا واضحا في لغتها، لأن مظاهر الحياة تتطلب ذلك، فاذا اكتشف المجتمع شيئا جديدا يجب عليه أن يطلق عليه أسم ليعرفه، مثل ما حدث عندما ابتكر الدكتور أحمد زويل نظام تصوير سريع للغاية له القدرة على رصد حركة الجزيئات عند نشوئها وعند التحام بعضها ببعض فسمى الوحدة الزمنية التي تلتقط فيها الصورة هي فيمتو ثانية، وهو جزء من مليون مليار جزء من الثانية.
وللحصول على هذه هذه الكلمات نجد:
1. تغيير في بعض دلالات الألفاظ
2. الاستعارة ببعض ألفاظ اللغات الآخرى.

#### تغيير في بعض دلالات الألفاظ
وذلك باللجوء إلى وسيلتين:
1. إحياء بعض الألفاظ القديمة ووضع دلالات جديدة لها مثل: (السيارة أو القاطرة) الآن لا يعبران عن معناهما الأصلى وهو (قافلة في الصحراء أو الناقة الأولى التي تسير القافلة على هديها. وانتشر الآن المدلول الجديد لها، أي أنواع من وسائل المواصلات.
2. تكون الدعايا السياسية أو الاقتصادية سببا لتوليد بعض الألفاظ جديدة الدلالة مثل:

- (الحلاق) فتغيرت دلالة الكلمة من الدلالة الأصلية وهي (يدرك على دكانه) إلى الدلالة الجديدة وهي (دار الزينة).
- (الخياط) فتغيرت دلالة هذه الكلمة ايضاً من الدلالة الأصلية وهي (يدرك على دكانه) إلى الدلالة الجديدة وهي (دار الأناقة).

#### الاستعارة بالألفاظ الأجنبية
تقتصر الاستعارة عادة على الألفاظ والكلمات التي لا تعد من العناصر اللغوية مثل التصريف وتركيب الجمل، فلا نستطيع أن نستعير تركيب جملة من اللغة الإنجليزية ونستخدم هذا التركيب كما هو في اللغة العربية... إلخ.
فقد استعارت بعض اللغات الأجنبية بعض الالفاض من اللغة العربية، فنجد أن اللغة الإنجليزية قد استعارت كلمات كثيرة من اللغة العربية منها:
| أصل الكلمة في اللغة العربية | الكلمة المستعارة في اللغة الإنجليزية (اللفظ الدخيل) |
| --------------------------- | --------------------------------------------------- |
| الجبر                       | Algebra                                             |
| الكحول                      | Alcohol                                             |
| القلوي                      | Alkali                                              |
| القهوة                      | Coffee                                              |
| الشراب                      | Syrup                                               |
| ترجمان                      | Dragoman                                            |

ونجد أيضا ان اللغة الإنجليزية قد استعارة من اللغة الصينية مثل كلمة (Tea) أي (شاي)، واستعارة من المكسيك كلمة الشيكولاتة.
في هذا النوع من الاستعارة لا يكون للبيئة المستعار منها أي أثر ثقافي أو سياسي في البيئة المستعيرة.
ويوجد نوع آخر من استعارة الألفاظ ناتج عن اعجاب أمة بلأمة، وتأثرها بثقافتها؛ فاستعارة اللفظ الاجنبي رغم وجود نظير أصيل له يعبر عن نفس المعنى يؤدي إلى تطور في دلالة اللفظ الأصيل وؤدي إلى ظاهرة الترادف، مثل:
- لفظ (الحرير): فلم يقتنع العرب به، فاستعاروا معه ألفاظ منافسة (كالسندس)و (الإستبرق) و (الديباج) فاقتصرت دلالة لفظ (الحرير) على المعنى العام وليس نوع من انواعه.

ليست كل الألفاظ قابلة للاستعارة فمنها ما يسمى الألفاظ العصية على الاستعارة؛ وهي التي تعد من العناصر الأصلية المميزة للغة مثل: ألفاظ الأعداد، والضمائر، وألفاظ الإشارة، والأسماء الموصولة.
ويظهر أثر الاستعارة في تطور الدلالة:
1. في اللغة الفارسية: حيث نجد أن نحو نصف الفاظها مستعار من اللغة العربية.
2. في اللغة التركية: فنجد أن نصف الفاظها مستعار من اللغة الفارسية والعربية.
3. واللغة الإنجليزية: نجد ان ثلث الفاظها هي الألفاظ الاصلية.[3]

فلا يوجد لغة تعد خالية من أي عنصر اجنبي إلا عدد قليل من القبائل البدائية في العالم، فالاستعارة للالفاظ الاجنبية له اثر كبير في تطور الدلالات.

## اعراض التطور الدلالي
1. تخصيص الدلالة أو تضييق المعنى Narrowing[3]
2. تعميم الدلالة Extension, Widening[3]
3. انحطاط الدلالة[3]
4. رقي الدلالة[3]
5. تغير مجال الاستعمال[3]

### تخصيص الدلالة أو تضييق المعنى
هو تحويل دلالة لفظ معين من المعنى الكلى (الدلالة الكلية) إلى المعنى الجزئى (الدلالة الجزئية)، فهو تضييق أو تحديد دلالات الكلمات وتقليلها. مثل:
| الكلمة | الدلالة القديمة (المعنى الكلى) | الدلالة الحديثة (المعنى الجزئى)                            |
| ------ | ------------------------------ | ---------------------------------------------------------- |
| meat   | طعام                           | لحم                                                        |
| hound  | أى نوع من أنواع الكلاب         | نوع خاص من الكلاب                                          |
| poison | الجرعة من اى سائل              | الجرعات السامة                                             |
| pill   | أقراص الدواء عامة              | تعنى في أمريكا الشمالية أقراص منع الحمل Birth control pill |
| الحريم | تطلق على كل محرم لا يمس        | تطلق على النساء                                            |

ومن الكلمات التي توجد في اللغة العربية التي خصص معناها في دين الإسلام:
| الكلمة | معناها في الأصل | المعنى بعد التخصيص             |
| ------ | --------------- | ------------------------------ |
| الحج   | القصد والتوجه   | القصد إلى البيت الحرام.        |
| الصلاة | الدعاء          | دعاء من نوع معين وبصورة محددة. |

ويمكن تفسير تخصيص المعنى أو تضييقه بأنه نتيجة إضافة بعض الملامح التمييزية للفظ، فكلما زادت الملامح لشئ ما قلت عدده.
فكلمة (الفاكهة) كانت تطلق على كل أنواع الثمار ولكنها خصصت بانواع معينة منها مثل التفاح والبرتقال والبطيخ... إلخ.
ومن الكلمات التي توجد في اللغة الكورية التي خصص معناها:
| الكلمة       | معناها في الأصل                                                                                               | المعنى بعد التخصيص                   |
| ------------ | --- | ------------------------------------ |
| (미인(mee-in | شخص أو إنسان جميل فتطلق على البنت الجميلة أو الرجل الوسيم                                                     | تطلق الآن على البنت الجميلة فقط.     |
| (차(tcha     | أى نوع من انواع السيارات، فتطلق على السيارات التي تستخدم كوسائل المواصلات أو السيارة التي تستخم استخدام شخصي. | السيارة التي تستخم استخدام شخصي قفط. |
| (애인(eh-in  | الحبيب | الحبيب قبل الزواج.                   |

### تعيمم الدلالة (توسيع المعنى) Widening or extension of meaning
هو عندما يحدث الانتقال من معنى خاص إلى معنى عام، وهو عكس ظاهرة تخصيص المعنى (تضييق المعنى).
ويقول إبراهيم انيس: «إنه أقل شيوعاً في اللغات من تخصيصها، وإقل اثراً في تطور الدلالات وتغييرها»، وتوسيع المعنى يكون نتيجة إسقاط بعض الملامح التمييزية للفظ فنجد أن عندما يطلق الطفل لفظ (عم) على كل رجل فنجد انه قد أسقط الملامح التمييزية للفظ كالقرابة واكتفى بملمحي الذكورة والبلوغ.
فنجد ايضاً الأطفال يطلقون كلمة (دجاجة أو عصفورة) على كل طائر أو كلمة (كرة) على كل شئ مستدير.ولا نجد هذه الظاهرة عند الأطفال فقط بل نجدها الكبار ايضاً فيظهر تعميم الدلالة عندما ينتقل الكبار بالدلالة الخاصة إلى العامة للتيسير على انفسهم مثل (البأس) فهي في الأصل كانت تطلق على على الشدة في الحرب فقط ولكن أصبحت تطلق على كل شدة، كما يطلق بعض الناس كلمة (البحر) على النهر أو البحر وليس البحر فقط ويطلقون ايضاً كلمة (الورد) على أي زهرة فنجد أيضا انهم فضلوا التعميم على التخصيص للتسهيل والتيسير على انفسهم.
وايضا في اللغة الإنجليزية نجد كلمة (arrive) في الماضى كانت تطلق على الوصول إلى شاطئ النهر ولكنها أصبحت الآن تطلق على مجرد الوصول.
وتظهر هذه الظاهرة بطريقة أخرى عند تحويل الأعلام (الأسماء) إلى صفات فنجد مثلاً:
| العلم (الاسم) | الصفة                                               |
| ------------- | --------------------------------------------------- |
| قيصر          | اصبح اسم (قيصر) صفة تطلق على كل عظيم طاغية.         |
| نيرون         | اصبح اسم (نيرون) صفة تطلق على كل الظالم أو المجنون. |
| حاتم          | اصبح اسم (حاتم) صفة تطلق على كل كريم مضياف.         |

ومن الكلمات التي توجد في اللغة الكورية التي عمم معناها:
| الكلمة               | معناها في الأصل  | المعنى بعد التعميم                                       |
| -------------------- | ---------------- | -------------------------------------------------------- |
| (길(gil              | الطريق أو الشارع | الطريق أو الشارع أو طريقة لعمل شئ                        |
| (아저씨 (a-jjo-ssi   | أى رجل متزوج     | أى رجل سنه فوق 35 عاماً، قد يكون متزوج أو غير متزوج.      |
| (아주머니(a-jo-mo-ni | أى امرأة متزوجة  | أى امرأة سنها فوق 35 عاماً، قد تكون متزوجة أو غير متزوجة. |

### انحطاط الدلالة
هو ما يصيب الدلالة من ضعف أو انهيار، أي تفقد الدلالة شيئاً ما من دلالتها فتفقد شيئاً ما مكانتها من بين الألفاظ. ومن أمثلة ذلك:
- فهناك بعض الألفاظ تعبر عن أمر فظيع أو شنيع بقوة فيفزع المرء لسماع هذا اللفظ ولكن مع استخدام المتداول لهذه الكلمة يضعف دلالة هذا اللفظ ويجعلها تنهار مثل:

| اللفظ/الكلمة                 | الدلالة الأصلية                                                                                     | دلالة اللفظ بعد انحطاطاها                                                                                       |
| ---------------------------- | --------------------------------------------------------------------------------------------------- | --- |
| Dreadful, terrible, horrible | في القرن ال18 كانت تستخدم عندما يحدث كارثة مثل البركان أو الزلزال، فكانت تفزع المستمع عند استخدامها | بعد استخدام الإنجليز لها في كثير من المواقف التافهة انحط دلالتها، مثل سقوط فنجان شاى أو اصطدام دراجة في الحائط. |
| كرسي                         | استعملت في القرآن الكريم بمعنى (العرش)                                                              | انحط دلالتها وتستخدم الآن بمعنى أى كرسي ككرسي السفرة والمطبخ.                                                   |

- هناك بعض الألفاظ تصيبها الخسة بعد الرفعة

| اللفظ/الكلمة   | الدلالة الأصلية                                    | دلالة اللفظ بعد انحطاطاها            |
| -------------- | -------------------------------------------------- | ------------------------------------ |
| أفندي كان يعني | شخص مرموق في القرن ال19                            | شخص ذات قدر تافه وتستخدم في السخرية. |
| طول اليد       | وردت في الحديث الشريف بمعنى (السخاء والجود والكرم) | تستعمل في القرن ال20 بمعنى السارق    |

### رقي الدلالة
وهو عكس انحطاط الدلالة في الألفاظ، فهو ما يصيب دلالة اللفظ من رقي وصعود المعنى، ولكن هذه الظاهرة أقل ذيوعاً من انحطاط الدلالة في اللغات.
من أمثلة رقي الدلالة في اللغة العربية:
| الكلمة   | أصل الدلالة                 | دلالة الكلمة بعد ارتقائها                                        |
| -------- | --------------------------- | ---------------------------------------------------------------- |
| Marshall | كان يعني قديماً خادم الإسطبل | تطلق الآن على رتبة من الرتب العسكرية العالية.                    |
| Knight   | كلن يعني ولد خادم           | تعبر الآن عن مركز مرموق في الفروسية في القرون الوسطى في انجلترا. |

### تغيير مجال الاستعمال أو نقل المعنى
تغيير مجال الاستعمال أو نقل المعنى هو انتقال دلالة الكلمة إلى دلالة آخرى بحيث يكون بين الدلالتين علاقة مشابهة أو غير مشابهة:
1. العلاقة المشابهة: أي الاستعارة، مثل كلمة (القطار)، لأت أصل معناها الإبل يسير الواحد منها وراء الآخر، وهذه الصورة تتمثل في تتابع عربات القطار فيوجد هنا علاقة مشابهة.
2. العلافة الغير مشابهة: أي المجاز المرسل، مثل (له عليه يد لا تنكر): فالمعنى اللغوي لليد هو (الجارحة المعوفة)، والمعنى المجازي هو (الفضل والنعمة).

ومن تغيير مجال الاستعمال في اللغة الكورية:
1. كلمة "(사랑하다(sa-rang-ha-da"كانت تعني (يحب)، فتغير معناها ل (يفكر) ولكن رجع معناها الآن إلى المعنى الأساسي لتعني الحب بمعنى (يحب)، فقد حدث تغيير في المعنى مرتين.
2. كلمة "(집안(je-ban" التي أصبحت تعني (العائلة والأقارب) بعد أن كانت تعني (البيت).

#### مبررات ودوافع تغيير مجال الاستعمال (نقل المعنى)
1. توضيح الدلالة: حيث نتقل بالدلالة من المجال المجرد إلى المجال المحسوس مثلما يكن عن (الكرم) ب (كثرة الرماد) أو عندما يكني عن (التذلل) ب (إراقة ماء الوجه). وهذا يسمى بالمجاز البلاغي عند العرب.[5]
2. رقي الحياة العقلية: حيث نتقل بالدلالة من المجال المحسوس إلى المجال المجرد. وتسمى هذه الظاهرة بالمجاز ايضاً. ولكنه يختلف عن المجاز البلاغي الذي يعمد إليه الأدباء، فليس المراد منه إثارة العاطفة أو انفعال النفس، بل هدفه التعبير عن العقليات والمعاني المجردة.

تُنْتَقَلُ الدلالة من المجال المحسوس إلى المجال المجرد عادة في صورة تدريجية، حيث تظل الدلالة القديمة والجديدة سائدتان زمناً ما جنباً إلى جنب، واستعمال أي منهما لا تثير دهشة ولا غرابة ولا يعد أحداهما حقيقة والآخرى مجاز، ولكن مع مرور الزمن يكثر استخدام واحدة من الدلالتين وتقل الآخرى فتصبح الدلالة السائدة حقيقة والدلالة القليلة مجاز.